# Pegtymel'
Il Pegtymel' (in russo Пегтымель?; anche conosciuto con il nome di Rapyl'katyn)  è un fiume dell'estremo oriente russo (Circondario autonomo della Čukotka), tributario del mare della Siberia orientale.
Ha origine dal versante settentrionale dell'altopiano dei Ciukci, dalla catena dei monti del Paljavaam; scorre con direzione mediamente nordoccidentale costeggiando la catena dei monti del Pegtymel', con corso parallelo a quello del fiume Paljavaam, sfociando infine con un delta nella parte est del mare della Siberia orientale. I maggiori affluenti del fiume sono il Kuvet e il Kus'veem, provenienti dalla destra idrografica.
Il Pegtymel' attraversa una regione quasi disabitata, dal clima molto rigido e coperta dalla tundra artica; non incontra alcun centro urbano rilevante lungo tutto il suo percorso. Il fiume è gelato per lunghi periodi ogni anno, in media da metà autunno all'inizio dell'estate.